# N.
N. (titre original : N) est un roman court de Stephen King publié pour la première fois dans le recueil Juste avant le crépuscule en novembre 2008.

## Résumé
Sheila LeClaire envoie à son ami d'enfance Charlie des documents appartenant à son frère Johnny Bonsaint, un psychiatre qui vient de se suicider. Ces documents contiennent toutes ses notes à propos d'un de ses patients, qu'il nomme N., venu le consulter l'année précédente. N. souffre de troubles obsessionnels compulsifs, éprouvant le besoin de compter, toucher et placer divers objets. Ces troubles trouvent leur origine dans la découverte par N. du champ d'Ackerman, près de Motton dans le Maine, dans lequel se trouvent plusieurs rochers disposés en un cercle approximatif. N. s'est convaincu que ces rochers, qui sont parfois sept et d'autres fois huit, sont un portail vers une autre dimension, peuplée de monstres terrifiants. Il a réactivé ce portail en contemplant les rochers et en est ainsi devenu le gardien, ayant la responsabilité que les monstres de cette dimension ne s'en échappent pas en veillant à ce que les rochers restent au nombre de huit.
N. doit ainsi revenir régulièrement dans le champ pour s'en assurer, cette tâche l'obsédant totalement. Cette obsession est particulièrement puissante vers le solstice d'été et N., à bout de nerfs, finit par se suicider. Johnny, fasciné par le cas de N., retrouve le champ dont son patient lui a parlé et ressent le même profond malaise que lui en contemplant les rochers. Il devient à son tour obsédé par ces rochers et succède à N. en tant que gardien, héritant aussi de ses troubles obsessionnels compulsifs. Son obsession diminue fortement l'hiver venu et Johnny pense être guéri mais elle revient au printemps. Les visites de Johnny au champ d'Ackerman sont de plus en plus éprouvantes et accompagnées de visions terrifiantes de monstres de cette autre dimension. Il se suicide à son tour en se jetant dans l'Androscoggin et sa sœur Sheila retrouve et lit ses documents.
Peu après Sheila se suicide de la même façon que son frère après avoir enjoint Charlie de ne pas aller dans le champ d'Ackerman. Dans un courriel adressé à sa secrétaire, Charlie annonce néanmoins son intention de s'y rendre.

## Genèse
Dans la postface de Juste avant le crépuscule, Stephen King écrit que sa principale influence pour cette nouvelle a été le roman Le Grand Dieu Pan (1894) d'Arthur Machen, qu'il considère comme l'un des meilleurs romans du genre horrifique. King a ensuite relié au thème de ce roman celui des troubles obsessionnels compulsifs.
N. est initialement parue durant l'été 2008 sous la forme d'une web-série de 25 épisodes de deux minutes. Cette web-série a été scénarisée par Marc Guggenheim alors que ses graphismes sont l'œuvre du dessinateur Alex Maleev. Elle a ensuite été publiée sous forme écrite dans le recueil Juste avant le crépuscule.

## Accueil critique
James Grainger, du Toronto Star, évoque une « histoire remarquable » qui est « l'une des quatre ou cinq meilleures nouvelles » de toute sa carrière. Pour Julie Malaure, du Point, N. est « le clou » du recueil Juste avant le crépuscule. Louise France, du Guardian, la considère également comme « l'une des meilleures nouvelles » du recueil. Colette Bancroft, du Tampa Bay Times, évoque un « hommage effrayant au Grand Dieu Pan ». Charles Taylor, du New York Times, estime que sa structure en récit enchâssé est « retorse » et que l'histoire, qui « se termine sur une note troublante et astucieuse », met en exergue « le don de King de faire de notre monde quelque chose de totalement étranger ». Écrivant pour Bifrost, Thomas Day évoque une « ambitieuse novella » qui « fonctionne parfaitement sans jamais tomber dans le pastiche facile ».

## Distinctions
N. a été nommé au prix British Fantasy de la meilleure nouvelle 2009.

## Adaptations
La nouvelle a été adaptée sous la forme d'une bande dessinée avec des dessins d'Alex Maleev et un scénario de Marc Guggenheim. Elle est parue en version originale en quatre volumes en 2010 et en version française en un seul volume en 2012.